# دانیل لازار
دانیل لازار(به فرانسوی: Daniel Lazard) (زاده ۱۰ دسامبر ۱۹۴۱ در کرپانتره) ریاضیدان اهل فرانسه است.
زمینه کاری لازار جبر جابجایی و جبر کامپیوتری است. لازار در سال ۱۹۶۸ در اکول نرمال سوپریور به سرپرستی پیر ساموئل دانش‌آموخته دوره دکتری شد. وی در رساله دکترایش این قضیه مشهور در جبر را به اثبات رساند که هر مدول تخت، حد مستقیم مدولهای آزاد متناهی-مولد است. لازار سپس به جبر کامپیوتری روی آورد و به کار بر روی الگوریتمهای حل دستگاههای معادلات چندجمله ای پرداخت.